# تيدال
تيدال، باللغة النرويجية Tydal، هي بلدية في مقاطعة سور تروندلاغ. المقدر الإداري للبلدية هو قرية أوس، كما تضم قرى أخرى مثل: أوستبي، غريسلي، أونت وستوغودالين.
تضم تيدال حوالي 850 نسمة، أغلب يعمل في الفلاحة، التحريج، إنتاج الطاقة والسياحة. يرتفع عدد السكان بشكل ملحوظ خلال عيد الفصح (5,000 نسمة) وهذا بسبب توافد أشخاص من تروندهايم للاحتفال بالأعياد في أكثر الـ1,400 نزلا الموجودة في تيدال.

## معلومات عامة
تأسست بلدية تيدال في 1 يناير/كانون الثاني 1901 عندما انفصلت عن بلدية سيلبو، ولم تتغير حدودها منذ ذلك الحين.

### التسمية
سميت البلدية نسبة إلى نهر تيا (بالنرويجية Tya ). الجزء الأول مشتق من الكلمة النوردية القديمة Þý وهو الاسم القديم للنهر، أما الجزء الأخير (بالنوردية القديمة  dalr) فيعني «النهر». قديما كان الاسم يهجئ Thidalen أو Tydalen.

### شعار النبالة
شعار النبالة اُعتمد حديثا في 7 فبراير 1997، وهو يصور ثلاث صلبان تاو مع خلفية حمراء. اختير هذا الشعار ليرمز للنواقل الكهربائية وحرف T في إشارة لاسم البلدية وأهمية الطاقة الكهرمائية في تيدال.

### الكنائس
تملك كنيسة النرويج أبشرية واحدة في بلدية تيدال وهي تابعة لعمادة ستيوردال وأسقفية نيداروس.
| الأبشرية | اسم الكنيسة   | تاريخ البناء | موقع الكنيسة |
| -------- | ------------- | ------------ | ------------ |
| تيدال    | تيدال كيركا   | 1696         | أونت         |
| تيدال    | ستوغودال كابل | 1957         | ستوغودالن    |

## الجغرافيا
تغطي تيدال مساحة 1,330 كيلومترا مربعا. يمر بتيدال كل من نهر تيا ونيا. تقع تيدال على ارتفاع يقدر بحوالي 260 مترا عن سطح البحر، في حين يبلغ ارتفاع أعلى قمة جبلية 1,762 مترا. في الجنوب الشرقي تقع بحيرة نيسيونان غررب جبل سيلان وجبل ستوريسلان. في الشمال تقع الحظيرة الوطنية سكارفان ورولتدالين والتي تضم جبل فونغان.

## النقل
تتوسط تيدال الطريقة بين روروس وتروندهايم. الطريق النرويجي الوطني 705 يعد أهم طريق في تيدال. توجد حافلات نقل تبرمج رحلات يومية تربط بين تيدال وكل من مطار تروندهايم، فارنس (يبعد المطار حوالي ساعة) وروروس.

## روابط خارجية
- الدليل السياحي لمقاطعة سور تروندلاغ على Wikivoyage.
- إحصاءات حول بلدية تيدال على موقع الإحصاءات النرويجي.